# ماري ميل فرينش
ماري ميل فرينش (بالإنجليزية: Mary Mel French)‏ هي دبلوماسية أمريكية، ولدت في 1938.